# محمد بن عمرو بن العاص
محمد بن عمرو بن العاص السهمي القرشي صحابي، وهو ابن الصحابي عمرو بن العاص وبه يُكنى، وأخو عبد الله بن عمرو بن العاص. أمه بَلَويّة اسمها خَوْلة بنت حمزة بن السليل، قدم مع أبيه دمشق، وشهد وقعة صفين في صف معاوية بن أبي سفيان.

## نسبه
- هو: محمد بن عمرو بن العاص بن وائل بن هاشم بن سعيد بن سهم بن عمرو بن هصيص بن كعب بن لؤي بن غالب بن فهر بن مالك بن النضر بن كنانة بن خزيمة بن مدركة بن إلياس بن مضر بن نزار بن معد بن عدنان.

## سيرته
هو محمد بن عمرو بن العاص بن وائل بن هاشم بن سعيد بن سهم بن عمرو بن هصيص بن كعب بن لؤي القرشي السهمي، صحب النبي وهو صغير، قدم مع أبيه دمشق بعدما قتل عثمان وشهد صفين، وله شعرٌ في شهوده صفين، وهو القائل:
قال الواقدي: شهد صِفْين، وقاتل فيها، ولم يقاتل أخوه عبد الله. وقال الزبير بن بكار: لا عقب لمحمد بن عمرو بن العاص.
يُروى أن محمدًا تسابق مع رجل من أهل مصر، فغلبه الرجل، فضربه مُحمد، وكان أبوه والي مصر، فذهب الرجل إلى عمر بن الخطاب بمنى واشتكى له، فأمر عمر بتجريد مُحمد من ثيابه وضربه المصري بالسوط، ثم أمر بعمرو فُخرِّقت ثيابه، عَنْ أَنَسِ بْنِ مَالِكٍ أَنَّهُ قَالَ: «بَيْنَمَا نَحْنُ عِنْدَ عُمَرَ بِمِنًى إِذْ دَخَلَ عَلَيْهِ رَجُلٌ مِنْ أَهْلِ مِصْرَ فَقَالَ يَا أَمِير الْمُؤمنِينَ إِنَّنِي استبقت أَنا وَمُحَمّد بن عَمْرو بن الْعَاصِ فسبقته فَعدى عَلَيَّ فَضَرَبَنِي بَيْنَ ظَهْرَانَيِ الْمُسْلِمِينَ وَهُوَ يَقُولُ خُذْهَا وَأَنَا ابْنُ الْكَرِيمَيْنِ فَجِئْتُ أَبَاهُ أَسْتَأْذِنُهُ فِيمَا صَنَعَ بِي فَحَبَسَنِي أَرْبَعَةَ أَشْهُرٍ ثُمَّ أَرْسَلَنِي فَخَرَجْتُ فِي حَاجِّ الْمُسْلِمِينَ فَجِئْتُ إِلَيْكَ لِتَأْخُذَ مَظْلَمَتِي فَقَالَ أَعْجِلْ عَلَيَّ بِعَمْرِو بْنِ الْعَاصِ وَابْنِهِ قَالَ فَأُوتِيَ بِهِمَا قَالَ عُمَرُ وَيْحَكَ مَا بَيِّنَتُكَ عَلَى مَا تَقُولُ قَالَ الْجُنْدُ كُلُّهُمْ يَا أَمِيرَ الْمُؤْمِنِينَ مَنْ وَافَى الْحَاجَّ مِنْهُمْ فَسَأَلَ النَّاسَ فَأَخْبَرُوهُ ذَلِكَ فَدَعَا بِمُحَمَّدِ بْنِ عَمْرٍو فَجُرِّدَ مِنْ ثِيَابِهِ ثُمَّ أَمْكَنَ الْمِصْرِيَّ مِنَ السَّوْطِ ثُمَّ قَالَ لَهُ اضْرِبْ فَضَرَبَ الْمِصْرِيُّ وَعُمَرُ يَقُولُ خُذْهَا وَأَنْتَ ابْنُ اللَّئِيمَيْنِ حَتَّى تَرَكَهُ قَالَ وَنَحْنُ وَاللَّهِ مَا نَشْتَهِي أَنْ يَزِيدَهُ حَتَّى نَزَعَ عَنْهُ وَقَالَ عُمَرُ أَمَا وَالَّذِي نَفْسِي بِيَدِهِ لَوْ ضَرَبْتَهُ مَا أَمْسَكْتُ يَدَكَ عَنْهُ مَا ضَرَبْتَ ثُمَّ قَالَ عَلَيَّ بِعَمْرٍو فَأُوتِيَ بِهِ شَيْخٌ أَصْلَعُ فَمُزِّقَتْ ثِيَابُهُ وَنَحْنُ وَاللَّهِ نَشْتَهِي أَنْ يُوجِعَهُ ضَرْبًا ثُمَّ قَالَ اضْرِبْ فَقَالَ يَا أَمِيرَ الْمُؤْمِنِينَ إِنَّهُ حَبَسَنِي وَلَمْ يَضْرِبْنِي قَالَ أَمَا وَاللَّهِ لَوْ ضَرَبْتَهُ مَا أَمْسَكْتُ يَدَكَ عَنْهُ مَا ضربت قل عَمْرو أما قد فعلت هَذَا لَا نعلم لَكَ قَالَ أَجَلْ فَاذْهَبْ حَيْثُ شِئْتَ وَاللَّهِ يَا مَعْشَرَ قُرَيْشٍ إِنْ تُرِيدُونَ إِلا أَنْ تَرِدُوا النَّاسَ خَوَلا مَا مَثَلُهُمْ وَمَثَلُكُمْ إِلا كَقَوْمٍ اصْطَحَبُوا فِي سَفَرٍ فَقَالُوا لِرَجُلٍ تَقَدَّمَ فأمنا فِي صَلَاتنَا وَأقسم علينا فيئنا أفأساءوا بِذَلِكَ أَمْ أَحْسَنُوا».